# Eosinophiler Granulomkomplex
Unter der Bezeichnung Eosinophiler Granulomkomplex wird bei der Hauskatze eine Gruppe von klinischen Symptomen im Bereich der Haut und/oder der Maulhöhle zusammengefasst. Es handelt sich daher nicht um eine eigenständige Krankheit, sondern um katzentypische Effloreszenzen, die verschiedene Ursachen haben können. In diesen Komplex werden eosinophile Plaques, das kollagenolytische Granulom, das indolente Ulkus und in jüngerer Zeit auch die miliare Dermatitis eingeordnet.

## Eosinophile Plaque

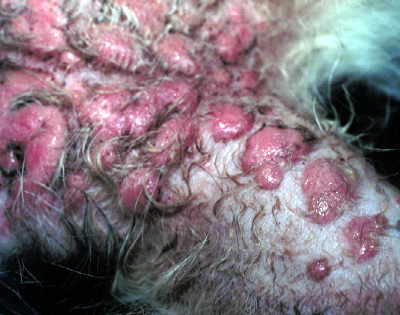
Eosinophile Plaques

Eosinophile Plaques sind erhabene, runde oder ovale, gerötete, nässende und geschwürige Hautveränderungen. Sie treten vor allem am Bauch, der Innenseite der Hinterbeine und der Analregion auf. Die Plaques sind mit starkem Juckreiz behaftet, so dass sie intensiv beleckt werden.
Als Ursache für die Entstehung eosinophiler Plaques wird das Belecken selbst angenommen, da diese nur an Stellen entstehen, wo Katzen mit ihrer Zunge hingelangen. Auslösende Faktoren sind vor allem Allergien (Futterallergie, Flohallergie, Allergische Dermatitis der Katze). Die dadurch ausgelösten Hautveränderungen werden sekundär bakteriell infiziert und sind durch eine Einwanderung eosinophiler Granulozyten gekennzeichnet. Die Diagnose kann durch ein Abklatschpräparat gestellt werden, bei dem mikroskopisch zahlreiche Eosinophile und Bakterien nachgewiesen werden können. Die Behandlung richtet sich nach der Ursache. Als beste Monotherapie hat sich die Verabreichung von Amoxicillin und Clavulansäure erwiesen.

## Kollagenolytisches Granulom

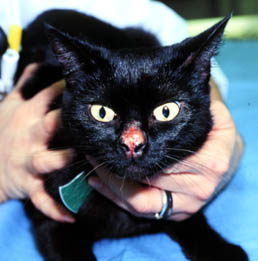
Eosinophiles Granulom nach Mückenstich

Das kollagenolytische Granulom, auch lineares oder eosinophiles Granulom, ist eine streifenförmige, gelblich-rötliche und erhabene Hautverhärtung, die vor allem an den Hinterbeinen auftritt. Seltenere Manifestationen sind die Maulgegend und Maulhöhle, die Ohrmuschel und die Pfoten. Das kollagenolytische Granulom kommt vor allem bei Jungtieren vor. Es zeigt keine weiteren Symptome, Haarausfall tritt primär nicht auf. Bei geschwüriger Veränderung kommt es zur Absonderung von Kollagen in Form kleiner weißlicher Krümel, es kann sich infizieren und dann auch Juckreiz auslösen. Zytologisch sind wie bei der eosinophilen Plaque zahlreiche Eosinophile nachweisbar.
Ursachen sind ebenfalls alle Allergieformen, aber auch Mückenstiche, genetische Faktoren, Fremdkörperreaktionen und Virusinfektionen werden als mögliche Auslöser diskutiert. Das kollagenolytische Granulom der Maulhöhle entsteht ohne erkennbare Ursache (Idiopathie). 
Das kollagenolytische Granulom kann spontan wieder verschwinden. Die Therapie richtet sich nach der Ursache. Bei allergischen Reaktionen kann eine Hyposensibilisierung oder Allergenvermeidung versucht werden. Glukokortikoide, PLR 120 und Ciclosporin werden ebenfalls eingesetzt. Gegen Mückenstiche können Repellentien Anwendung finden. Hartnäckige und wiederkehrende kollagenolytische Granulome können auch chirurgisch, mit Radio- oder Lasertherapie behandelt werden.

## Indolentes Ulkus
Das indolente Ulkus („schmerzfreies Geschwür“) ist eine geschwürige, leicht nässende und krustige Veränderung in Höhe des Eckzahns. Als Ursache wird eine traumatische Reizung der Lippe durch Eckzahn und/oder Zunge angenommen, die zu einer bakteriellen Sekundärinfektion führt. Das indolente Ulkus ist meist gut durch Antibiotika behandelbar, wobei sich die Verabreichung von Amoxicillin und Clavulansäure am wirksamsten erwiesen hat.
Eine knotige verhärtete Schwellung der Oberlippe, die sich im weiteren Verlauf ebenfalls geschwürig verändern kann, wird heute dem kollagenolytischen Granulom zugeordnet.

## Miliare Dermatitis

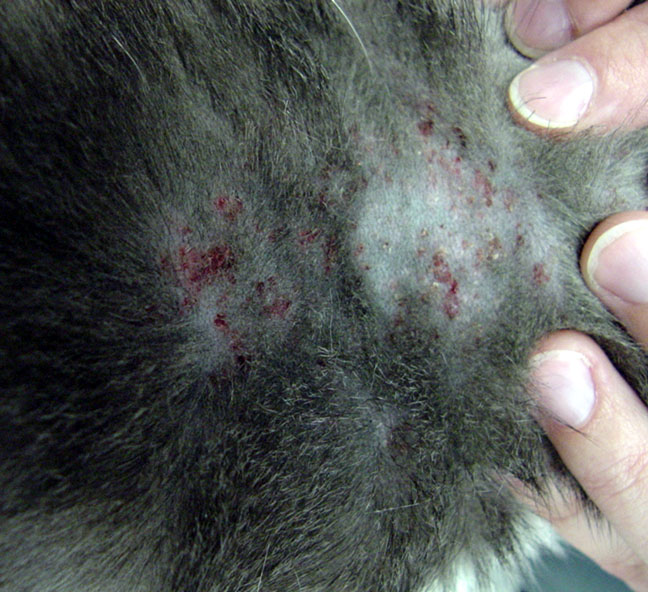
Miliare Dermatitis bei einer Katze mit Flohallergie

Die miliare Dermatitis ist eine durch hirsekorngroße Knötchen und Krusten gekennzeichnete Hautreaktion. Sie kann bei allen Allergien, aber auch bei Hautpilzerkrankungen und Befall mit Milben und Flöhen auftreten. Bei der miliaren Dermatitis ist unbedingt eine Abklärung der Ursache erforderlich und entsprechend dieser die Therapie zu wählen.